# I temerari di Sassun
I temerari di Sassun (in armeno Սասնա ծռեր?, Sasna cṙer) è un poema epico armeno iscritto nella lista rappresentativa del patrimonio culturale immateriale dell'umanità dell'UNESCO dal 5 dicembre 2012. Questa leggenda venne tramandata oralmente a partire dal XI secolo, ma fu trascritta per la prima volta nel 1873 dal vescovo Garegin Srvandztiants. Nonostante fossero passati molti secoli tra la nascita dell'epopea e la sua pubblicazione, l'opera riscosse un immediato successo in Armenia ed ebbe sin da subito un ruolo chiave nel plasmare la letteratura e l'ideologia nazionale del paese.

## Descrizione
Si contano circa 160 versioni della leggenda, che fu scoperta nell'Armenia occidentale e trascritta tra il XIX secolo e gli anni '70 del Novecento. In quest'area il racconto venne tramandato nei dialetti di Muş, Moxoene, Van e Sason, poi tra il XVIII e il XIX secolo si diffuse in tutto il paese.
Il poema si suddivide in 4 cicli riguardanti 4 generazioni di una famiglia. Il protagonista Davide di Sassun appartiene alla terza di queste, preceduto da Sanasar e Baghdasar e Mehr il Vecchio e seguito da Mehr il Giovane. La complessa trama si intreccia tra avventure e storie fantastiche che hanno sempre come sfondo la lotta tra il bene e il male. L'opera combina sia elementi storici che mitologici.
L'epopea è ambientata tra il VIII e il X secolo, periodo coincidente con la lotta contro il dominio arabo, tuttavia è possibile riscontrare riferimenti storici più antichi risalenti persino all'Armenia pagana. È possibile infatti che alcune lotte precristiane contro i governatori della Mesopotamia siano state trasposte nell'opera modificandone l'usurpatore di turno, quindi raccontando le ribellioni contro il califfo di Baghdad o il re dell'Egitto. Le ambientazioni del primo ciclo della storia descrivono il periodo di Sennacherib (VII secolo a. C.), re assiro che perse suo figlio mentre quest'ultimo cercava di rifugiarsi nella terra di Ararat, ovvero l'Armenia. La storia prosegue citando avvenimenti che accaddero 1000 anni dopo, come la rinascita di Baghdad dall'antica Ninive, il suo califfato e le relazioni tra gli Ayyubidi e i cristiani armeni intrattenute tra il XII e il XIII secolo.
A seconda dei dialetti con cui il racconto è stato tramandato si possono distinguere 3 sottogruppi. Le versioni di Muş possiedono un prologo narrativo detto volormi ("Signore, grande misericordia su...") con il quale si implora la misericordia divina per tutti gli eroi dell'epopea.
Ci sono pochi studi accademici riguardo a questa opera. La motivazione principale è che la storia originale non ci è mai giunta completa. Le principali edizioni si basano sulla versione compilata nel 1939 dallo studioso Manuk Abeghyan con l'assistenza di Gevork Abov e Aram Ghanalanyan, un sunto di diverse versioni ed episodi della leggenda.